# El juego de Ripper
El juego de Ripper es una novela policíaca de la chilena Isabel Allende, publicada por Plaza & Janés, Editorial Sudamericana, en 2014 en formato impreso y libro electrónico.

## Sinopsis
Ambientada en la California contemporánea, la novela cuenta las aventuras de Indiana y Amanda Jackson, madre e hija. Amanda es una apasionada de los asesinatos y los asesinos en serie, y disfruta de un juego online inspirado en Jack el Destripador en el que, junto a otros amigos virtuales, intenta resolver casos de asesinatos realmente ocurridos en la ciudad. Es ayudada también por su padre, exmarido de Indiana e inspector jefe de la Sección de Homicidios, y por su abuelo, con el que Amanda tiene una relación especial. El juego de Ripper se hace realidad para Amanda cuando su madre Indiana es secuestrada por un extraño. 

## Recibimiento
Se le otorgó el Premio Libro de Oro por la Cámara Uruguaya del Libro por ser superventas del año en su categoría.